# Абсолютна влада (фільм, 2016)
«Абсолютна влада» (англ. Imperium) — американська кримінальна кінодрама режисера, продюсера і сценариста Денієла Регусіса, що вийшла 2016 року. Стрічка розповідає про агента ФБР, що працює під прикриттям у банді неонацистів. У головних ролях Денієл Редкліфф, Тоні Коллетт, Трейсі Леттс.
Вперше фільм продемонстрували 19 серпня 2016 року у США, а в Україні у широкому кінопрокаті показ фільму розпочався 10 листопада 2016 року.

## Сюжет
Нейт Фостер — молодий спеціальний агент ФБР, який працює над розкриттям надсекретних терористичних змов. Після викрадення нелегально ввезеного цезію-137, Нейта залучає до розслідування його колега — спеціальний агент Анджела Зампаро, яка підозрює, що до цього причетні групи білих супремасистів.
Завдяки зв’язкам Зампаро Фостера знайомлять із невеликою неонацистською групою, яку очолює Вінс Сарджент — місцевий лідер, що має зв’язки з їхнім головним підозрюваним, ультраправим радіоведучим Далласом Вулфом. Вулф — символ руху завдяки своїм провокаційним висловлюванням — скликає зустріч найбільших і найвпливовіших ультраправих груп північного сходу США. Через знайомство із Сарджентом Фостер входить у довіру до руху та знайомиться з Ендрю Блеквеллом — лідером елітного мілітаризованого угруповання білих супремасистів. Він також привертає увагу самого Вулфа, переконавши його, що може фінансувати розширення його радіошоу. Крім того, Фостер швидко здружується з Джеррі Конвеєм — інженером-білокомірцем, сім’янином і водночас — білим націоналістом.
Після того як Фостер рятує Блеквелла під час нападу антифашистів на мітинг, той починає йому довіряти та приводить його до свого примітивного військового табору. Там Блеквелл показує Фостеру креслення муніципальної водопровідної мережі Вашингтона, округ Колумбія, і розкриває свої плани щодо теракту.
ФБР починає підозрювати, що Вулф і Блеквелл співпрацюють, особливо після того, як Фостер відвідує будинок Вулфа й помічає, що його ґейґерівський лічильник виявляє радіацію. Фостер намагається проникнути глибше в змову, запропонувавши Вулфу велику фінансову інвестицію.
Однак Вулф реагує агресивно й доносить на Фостера до ФБР. Виявляється, що він насправді не вірить у справу, а вважає себе лише шоуменом, який грає роль. Радіація, яку зафіксував лічильник, походила від його пройденої променевої терапії простати. Тим часом Блеквелл також більше не вважається реальною загрозою — виявляється, що він використовував плани водопроводу лише як приманку для вербування нових членів, обіцяючи їм участь у вигаданому теракті. Без подальших доказів, керівництво наказує закрити справу. Розлючений тим, що всі його зусилля виявилися марними, Фостер готується залишити місто під прикриттям.
Фостер прощається з Конвеєм, але той, відчувши його щирі почуття марності, зізнається, що входить до справжньої терористичної осередкової групи. З’ясовується, що Конвей та його спільники мають у своєму розпорядженні цезій і планують підірвати «брудну бомбу». За посередництва Конвея Фостер проникає до осередку під виглядом постачальника вибухівки (ТАТР). Попри те, що параноїдальні терористи кілька разів мало не викрили його, Фостеру вдається виявити місце зберігання цезію в будинку Конвея. Це дозволяє ФБР вчасно втрутитися й заарештувати терористів до того, як ті зможуть реалізувати свій план.
Задоволений, що йому вдалося справді щось змінити, Фостер востаннє навідується до Джонні — підлітка й колишнього члена банди Сарджента, який більше не поділяє їхню ідеологію.

## У ролях
| Актор            | Ім'я персонажа  | Опис                              |
| ---------------- | --------------- | --------------------------------- |
| Денієл Редкліфф  | Нейт Фостер     | агент ФБР                         |
| Тоні Коллетт     | Анджела Зампаро | агентка ФБР                       |
| Трейсі Леттс     | Даллас Вулф     | альтрайт радіоведучий             |
| Сем Траммелл     | Ґеррі Конвей    | білий супрематист                 |
| Кріс Салліван    | Ендрю Блеквелл  | лідер міліції білих расистів      |
| Нестор Карбонелл | Том Ернандез    | керівник місцевого відділення ФБР |
| Берн Ґорман      | Морґан          | білий супрематист                 |
| Павел Шайда      | Вінс Сарджент   | білий супрематист                 |
| Девін Друїд      | Джонні          | білий супрематист                 |

## Створення фільму

### Знімальна група
- Кінорежисер — Денієл Регусіс
- Сценарист — Денієл Регусіс
- Кінопродюсери — Денієл Регусіс, Денніс Лі, Саймон Тофік і Ти Волкер
- Виконавчі продюсери — Баррі Брукер, Джефф Елліотт, Ерік Голд, Воррен Гоз, Ендрю Манн, Джеймс Масцелло, Чед Мур, Лорен Селіг, Стен Вертліб
- Композитор — Вілл Бейтс
- Кінооператор — Боббі Буковскі
- Кіномонтаж — Сара Корріган
- Підбір акторів — Луї Дж. Драбкин, Меттью Лессалл, Сьюзен Шопмейкер
- Художник-постановник — Крістін Адамс
- Артдиректор — Кеті Шірей
- Художник по костюмах — Емі Ендрюс[6].

### Виробництво
Зйомки фільму розпочалися 21 вересня 2015 року і завершилися 21 листопада 2015 року.

## Сприйняття

### Оцінки і критика
Фільм отримав схвальні відгуки: Rotten Tomatoes дав оцінку 82 % на основі 57 відгуків від критиків (середня оцінка 6,5/10) і 65 % від глядачів зі середньою оцінкою 3,5/5 (4 307 голосів). Загалом на сайті фільм має схвальні оцінки, фільму зарахований «стиглий помідор» від кінокритиків і «попкорн» від глядачів, Metacritic — 68/100 (17 відгуків критиків) і 7,4/10 від глядачів (29 голосів). Загалом на цьому ресурсі від критиків і від глядачів фільм отримав схвальні відгуки, Internet Movie Database — 6,5/10 (12 518 голосів).

### Виноски
1. ↑  Imperium (англ.). British Board of Film Classification. Архів оригіналу за 26 жовтня 2016. Процитовано 26 жовтня 2016.
2. ↑  Imperium: Release Info (англ.). Internet Movie Database. Архів оригіналу за 30 серпня 2016. Процитовано 26 жовтня 2016.
3. 1 2  Абсолютна влада. Артхаус Трафік. 13 жовтня  2016. Архів оригіналу за 26 жовтня 2016. Процитовано 26 жовтня 2016.
4. ↑  Imperium (2016) (англ.). AllMovie. Архів оригіналу за 26 жовтня 2016. Процитовано 26 жовтня 2016.
5. ↑  Clark Collis (29 червня 2016). Imperium: Daniel Radcliffe is an undercover FBI agent in exclusive poster (англ.). Entertainment Weekly. Архів оригіналу за 22 жовтня 2016. Процитовано 26 жовтня 2016.
6. ↑  Imperium: Full Cast & Crew (англ.). Internet Movie Database. Архів оригіналу за 19 липня 2016. Процитовано 26 жовтня 2016.
7. ↑  SSN Insider Staff (25 вересня 2015). On the Set for 9/25/15: Actor/Director Ewan McGregor Starts Shooting ‘American Pastoral’, Rob Reiner Rolls Cameras on LBJ Biopic (англ.). SSN Insider. Архів оригіналу за 9 червня 2017. Процитовано 26 жовтня 2016.
8. ↑  SSN Insider Staff (4 грудня 2015). On the Set for 12/4/15: Gal Gadot Grabs Her Lasso for ‘Wonder Woman’, Brad Pitt Wraps ‘War Machine’, ‘Resident Evil’ Team Finish Final Chapter (англ.). SSN Insider. Архів оригіналу за 18 лютого 2016. Процитовано 26 жовтня 2016.
9. ↑  Imperium (англ.). Rotten Tomatoes. Архів оригіналу за 11 жовтня 2016. Процитовано 27 жовтня 2016.
10. ↑  Imperium (англ.). Metacritic. Архів оригіналу за 16 жовтня 2016. Процитовано 27 жовтня 2016.
11. ↑  Imperium (англ.). Internet Movie Database. Архів оригіналу за 25 вересня 2016. Процитовано 27 жовтня 2016.